# Moby Lines

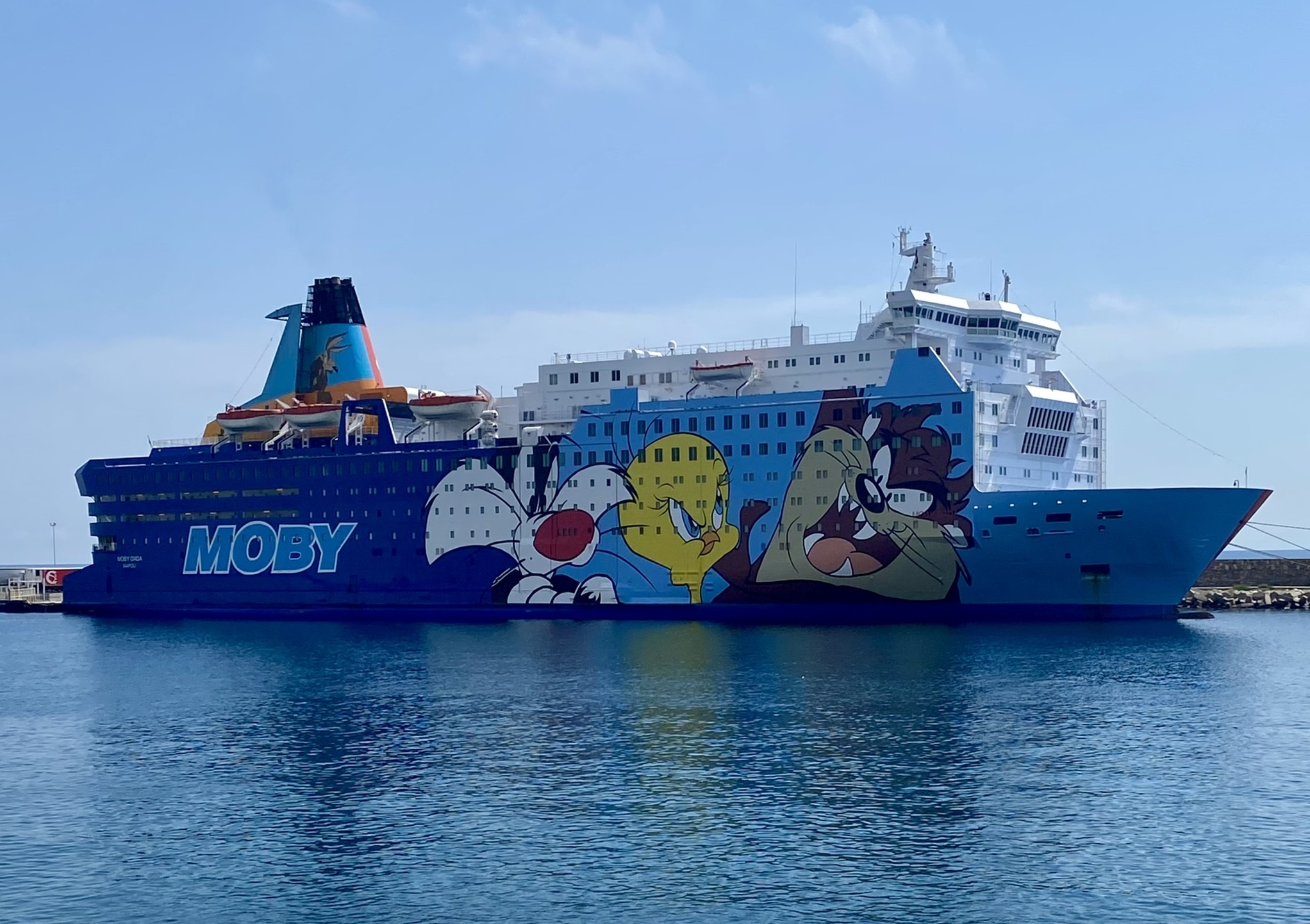
Moby Dada in Bastia, Korsika

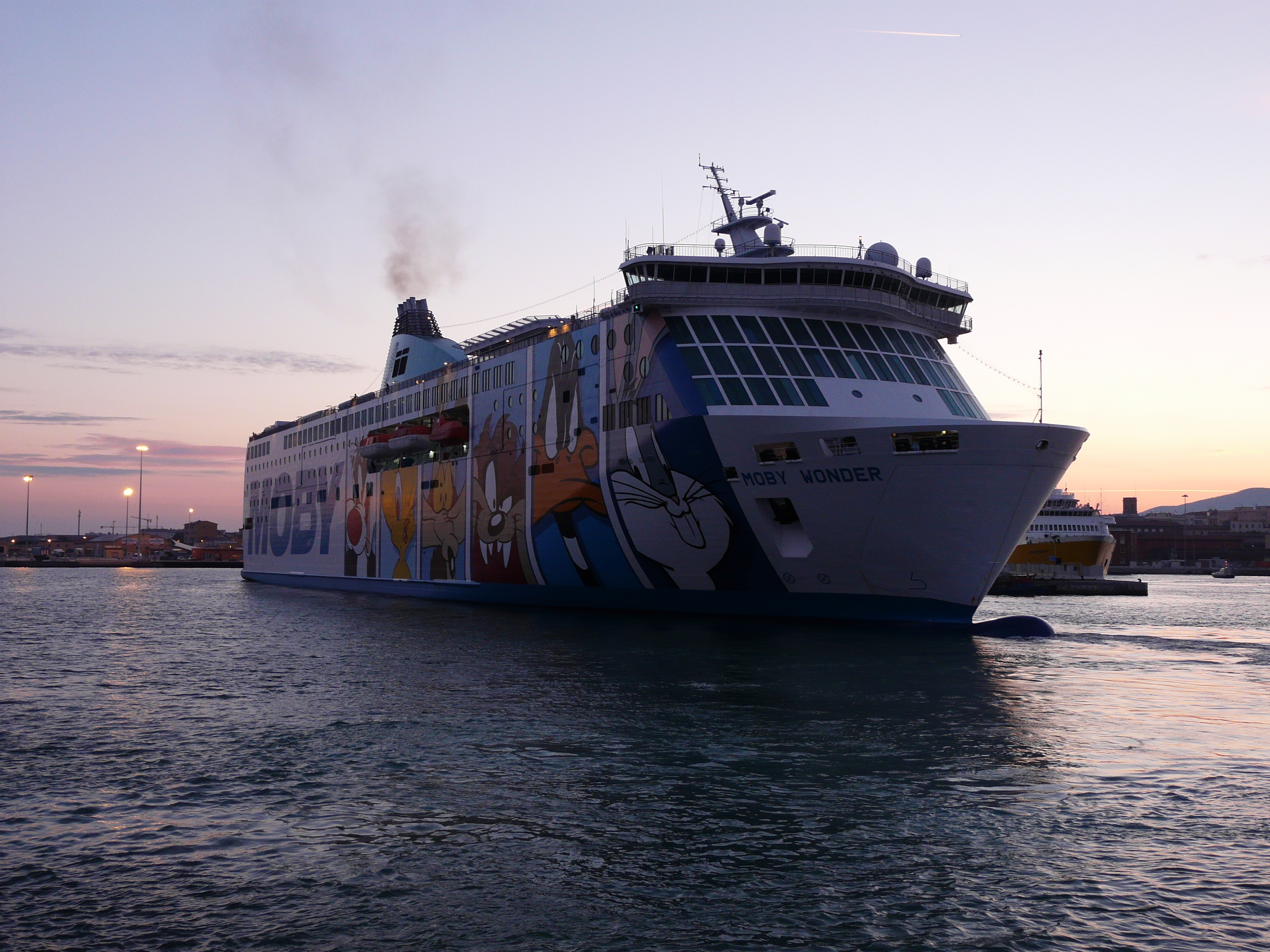
Moby Wonder in Livorno, 22. Februar 2011

Moby S.p.A. ist eine italienische Reederei, die mit ihren Fähren von Italien aus Sardinien, Korsika, Elba und Sizilien anläuft, zusätzlich zeitweise vom französischen Festland Korsika. Haupt Gesellschafter des Unternehmens, das seinen Sitz momentan in Mailand (davor Neapel) hat, ist mit 51 % Onorato Armatori, die restlichen 49 % sind im Besitz der Mediterranean Shipping Company (MSC). Dem Reeder Vincenzo Onorato gehört seit 2015 auch der ehemalige Konkurrent Tirrenia – Compagnia italiana di navigazione, welche 2024 mit Moby Fusionierte. Zur Unternehmensgruppe zählen außerdem die Reederei Toremar sowie die St. Peter Line, welche Verbindungen in der Ostsee bedient.

## Geschichte
Gegründet wurde das Unternehmen 1959 als „Navigazione Arcipelago Maddalenino“ (NAV.AR.MA). Am 10. April 1991 geschah vor dem Hafen von Livorno ein schwerer Unfall mit der Moby Prince, dessen Ursache nie vollständig geklärt wurde. Kurz darauf erfolgte die Umfirmierung in Moby Lines.
2003 wurde Moby Lines Anteilseigner der 2002 gegründeten Genueser Reederei Enermar, indem 30 % gekauft wurden. Enermar betrieb hauptsächlich die Route Palau-La Maddalena sowie zeitweise auch die Verbindungen Genua-Porto Vecchio-Palau und Chioggia–Split.
Im Jahr 2007 wurde die Reederei Linea dei Golfi von Moby Lines aufgekauft, und es gingen fünf RoPax-Schiffe in den Besitz von Moby Lines. Vier RoPax-Schiffe wurden in die Flotte integriert, ein RoPax-Schiff wurde an Grimaldi Lines weiterverkauft.
2009 scheiterte der Versuch von Moby Lines, die erste innerfranzösische Strecke Nizza – Bastia zu eröffnen. Der Grund war, dass sich kein geeignetes Schiff für den engen Hafen von Nizza finden ließ. Daraufhin wurde 2010 das neue Schiff Moby Corse von Brittany Ferries aufgekauft, um die neue Strecke Toulon – Bastia bedienen zu können. Zusätzlich werden mit dem neuen Schiff 20 wöchentliche Abfahrten auf der Route Livorno – Bastia erreicht. 2010 kündigte Moby Lines an, einen Teil des Fährverkehres in den Hafen Golfo Aranci anlaufen zu lassen. Die Ziele dabei waren, den Hafen von Golfo Aranci (~20 km von Olbia) attraktiver zu machen und gleichzeitig den Hafen von Olbia zu entlasten.
Im Mai 2011 gewann Moby Lines eine Ausschreibung der Region Toskana zur Privatisierung des toskanischen Inselverkehrs und übernahm im Oktober 2011 die bisherige Staatslinie und direkte Konkurrentin im Elba-Verkehr Toremar mit der Verpflichtung, die Flotte zu verjüngen und auch in Zukunft die öffentlichen Transportaufgaben wahrzunehmen, wofür die Region Toskana einen Preis von 160 Millionen € für 12 Jahre bezahlte.
Moby Lines hat bei der chinesischen Werft Guangzhou Shipyard zwei neue RoPax-Fähren (mit einer Option auf zwei weitere) mit Ablieferung 2020/21 bestellt.[veraltet] 2020 stellte das Unternehmen einen Insolvenzantrag. Der Betrieb der Fähren soll davon jedoch nicht betroffen sein. 2022 übernahm die Mediterranean Shipping Company vorbehaltlich der behördlichen Genehmigung 49 % der Anteile von Moby Lines.

## Routen

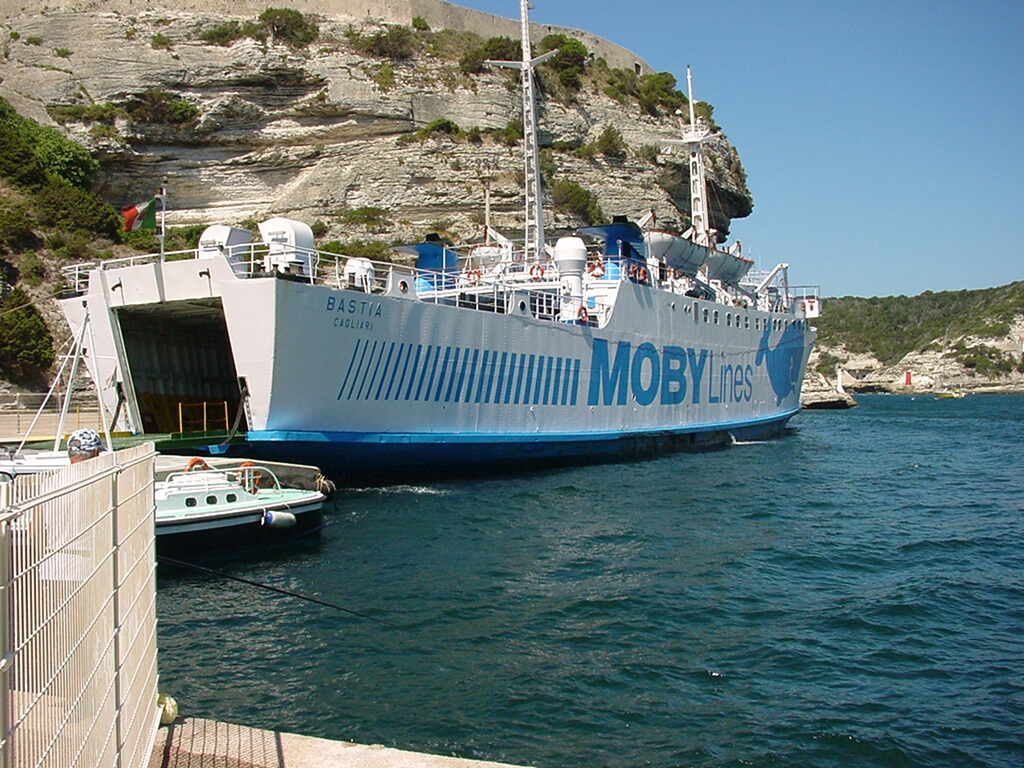
Moby Bastia im Hafen von Bonifacio auf Korsika (2011)

(Quelle:)
| Route                          | Fahrzeit Tag/Nacht | Eingesetzte Schiffe                                                                       | Ganzjährig/Saisonal | Anmerkung                               |
| Festland–Korsika               | Festland–Korsika   | Festland–Korsika                                                                          | Festland–Korsika    | Festland–Korsika                        |
| ------------------------------ | ------------------ | ----------------------------------------------------------------------------------------- | ------------------- | --------------------------------------- |
| Genua–Bastia                   | 5h 30min           | Moby Aki, Moby Wonder                                                                     | Saisonal            |                                         |
| Genua-Ajaccio                  | 9h                 | Moby Ale Due, Moby Tommy                                                                  | Saisonal            |                                         |
| Livorno–Bastia                 | 4h 30min           | Moby Orli                                                                                 | Saisonal            |                                         |
| Festland–Sardinien             |                    |                                                                                           |                     |                                         |
| Genua–Olbia                    | 11h/12h            | Moby Aki, Moby Wonder, Moby Ale Due, Moby Otta                                            | Saisonal            |                                         |
| Genua-Porto Torres             | 10h/13h            | Athara, Moby Ale Due, Moby Tommy, Moby Wonder                                             | Ganzjährig          | Auch von Tirrenia betrieben             |
| Livorno–Olbia                  | 7h 50min/9h        | Moby Legacy, Moby Fantasy                                                                 | Ganzjährig          |                                         |
| Piombino–Olbia                 | 5h 30min           | Athara, Janas                                                                             | Saisonal            | Von Tirrenia betrieben                  |
| Civitavecchia–Olbia            | 5h 30min/8h        | Athara, Janas, Moby Tommy                                                                 | Ganzjährig          | Auch von Tirrenia betrieben             |
| Festland–Elba                  |                    |                                                                                           |                     |                                         |
| Piombino–Portoferraio          | 1h                 | Moby Kiss / Moby Niki / Oglasa / Rio Marina Bella / Schiopparello Jet / Stelio Montomolio | Ganzjährig          | Auch mit Schiffen von Toremar betrieben |
| Piombino–Cavo                  | 30 min             | Giovanni Bellini / Schiopparello Jet                                                      | Ganzjährig          | Von Toremar Betrieben                   |
| Piombino–Rio Marina            | 45 min             | Giovanni Bellini                                                                          | Ganzjährig          | Von Toremar Betrieben                   |
| Korsika–Sardinien              |                    |                                                                                           |                     |                                         |
| Bonifacio–Santa Teresa Gallura | 50 min             | Giraglia                                                                                  | Ganzjährig          |                                         |
| Ajaccio-Porto Torres           | 3h                 | Moby Ale Due, Moby Tommy                                                                  | Saisonal            |                                         |
| Festland –Sizilien             |                    |                                                                                           |                     |                                         |
| Neapel–Palermo                 | 9h 15min – 12h     | Raffaele Rubattino, Vincenzo Florio                                                       | Ganzjährig          | Auch von Tirrenia betrieben             |

## Flotte
2025 verfügte das Unternehmen über folgende Schiffe und Fähren:
| Schiff             | Länge    | Breite  | Geschwindigkeit | Passagiere | PKW  | Werft                                    | Anmerkung                     |
| ------------------ | -------- | ------- | --------------- | ---------- | ---- | ---------------------------------------- | ----------------------------- |
| Moby Legacy        | 237 m    | 33 m    | 23,5 kn         | 2370       | 1300 | Guangzhou Shipyard                       |                               |
| Moby Fantasy       | 237 m    | 33 m    | 23,5 kn         | 2370       | 1300 | Guangzhou Shipyard                       |                               |
| Moby Ale Due       | 214,6 m  | 26,4 m  | 29,5 kn         | 2781       | 620  | Fincantieri                              |                               |
| Moby Aki           | 174,99 m | 27,6 m  | 29,5 kn         | 2080       | 710  | Fincantieri                              |                               |
| Moby Wonder        | 174 m    | 27,6 m  | 27 kn           | 1880       | 665  | Daewoo Shipbuilding & Marine Engineering |                               |
| Moby Otta          | 184,55 m | 26,4 m  | 27,2 kn         | 1507       | 420  | Flender-Werken                           |                               |
| Moby Tommy         | 212 m    | 25 m    | 28,5 kn         | 1300       | 550  | Samsung Heavy Industries                 |                               |
| Moby Kiss          | 115,35 m | 20,6 m  | 18 kn           | 1453       | 420  | Helsingør Skibsværft                     |                               |
| Moby Orli          | 176,82 m | 28,41 m | 22 kn           | 2500       | 580  | Wärtsilä-Perno-Werft                     |                               |
| Giraglia           | 74,61 m  | 12,73 m | 15 kn           | 600        | 100  | Nuovi Cantieri Liguri                    |                               |
| Moby Niki          | 118,7 m  | 18,54 m | 21,5 kn         | 1200       | 404  | Nobiskrug                                |                               |
| Raffaele Rubattino | 180,3 m  | 26,8 m  | 23 kn           | 1200       | 608  | Cantieri Navale Ferrari                  |                               |
| Bunifazziu         | 71,15 m  | 14,01 m | 16,5 kn         | 1050       | 76   | Fincantieri                              | Ehemalige Liburna von Toremar |